# Chřástal Leguatův
Chřástal Leguatův (Erythromachus leguati) je vyhynulý druh nelétavého chřástala, který obýval vulkanický ostrov Rodrigues.  Vyhynul nejspíše v polovině 18. století, pravděpodobně v důsledku introdukce koček na ostrov, roli zřejmě hrál i přímý lov, ničení životního prostředí a lov želv (jejichž vejci se pták živil) lidmi. 

## Charakteristika
Tento druh chřástala byl dlouhý kolem 35 centimetrů, jeho hmotnost byla minimálně 500 gramů. Byl světle šedý, s červeným zobákem a lemem kolem očí. Jednalo se o nelétavého ptáka, který se živil zejména želvími vejci. Projevoval se pípavým zvukem, a když ho někdo pronásledoval, vydával údajně zvuk podobný škytavce. Prý ho přitahovaly červené objekty.

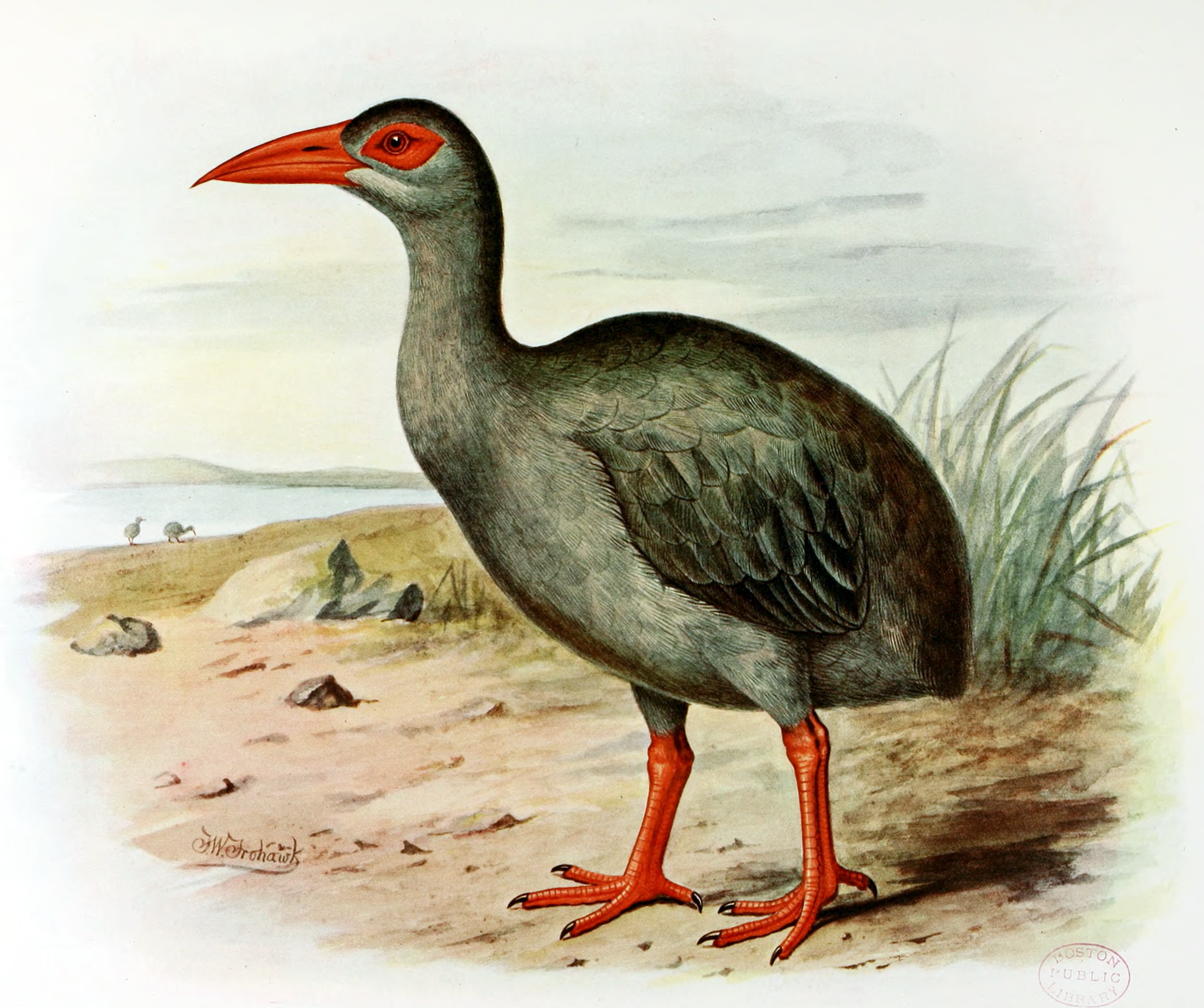
Chřástal Leguatův na kresbě

Synonyma vědeckého jména jsou Aphanapteryx leguati (Milne-Edwards, 1874) a Miserythrus leguati (Newton, 1893).